# IMac G4
De iMac G4 is een personal computer geproduceerd door Apple tussen 2002 en 2004. De alles-in-één-computer vormde de tweede generatie van de iMac-serie.
De iMac werd geïntroduceerd op 7 januari 2002 en bleef in productie tot 31 augustus 2004. De G4 werd uiteindelijk opgevolgd door de iMac G5 in augustus 2004.

## Beschrijving
De iMac G4 kreeg een geheel nieuw ontwerp dat bestaat uit een flatscreen op een beweegbare arm. De computeronderdelen zijn verwerkt in een halve bolvormige behuizing waar het beeldscherm op rust. De computer werd alleen in het wit verkocht, in tegenstelling tot zijn voorganger, die in meerdere doorzichtige kleuren verkrijgbaar was.
Oorspronkelijk werd de alles-in-één-pc gepromoot onder de naam "New iMac", maar kreeg al snel de bijnaam "zonnebloem" en "iLamp".
Apple bracht medio 2002 en in 2003 geüpdatete modellen met snellere processors en geheugen, en grotere beeldschermen zoals een 17- en 20-inch model (respectievelijk 43 en 51 cm).
Met de komst van de iMac G4 ontstond ook de trend van pc als digital hub of digitale centrum voor het maken van creatieve expressies, zoals muziek, video's en foto's. De pc werd geleverd met software als iPhoto, iMovie, iDVD en iTunes, waarmee gebruikers zelf deze inhoud konden maken.

## Technische specificaties
De specificaties van de eerste iMac G4 zijn:
- Processor: PowerPC G4 op 700 MHz
- Werkgeheugen: 128 of 256 MB
- Videokaart:  nVidia GeForce 2 MX, 32 MB VRAM
- Beeldscherm: 38 cm (15 inch) met 1024×768 pixels
- Harde schijf: 40, 60 of 80 GB
- Dvd-romstation 8x
- Ingebouwde luidsprekers
- Connectiviteit:
  - 10/100 Mbit ethernet
  - 56k modem
  - 4 Mbit Infrarood
  - 3× USB 1.1-poorten
  - 2× FireWire 400
  - Audio in- en uitgang
- Besturingssysteem: Mac OS 9
- Gewicht: 9,7 kg